# Omerta (spel)
Omerta är ett textbaserat MMORPG, ett rollspel där många spelar samtidigt. I dess värld spelar man en person från maffiavärlden. Man kan öka sin rangstatus genom att stjäla bilar, begå brott, rädda folk från fängelse och genom att handla alkohol och andra droger. Spelet funkar så att servern slumpar ut ett true eller false värde, ju bättre eller högre rank man har desto större chans är det att man lyckas. Åker man i fängelse kan man få sitta där i allt från 20 sekunder till flera minuter, men ens vänner kan då antingen försöka hjälpa en att rymma eller köpa ut en. Men då riskerar ens kompis att också åka i fängelse. Självklart kan man också själv försöka rymma. Den första versionen av Omerta lanserades den 26 september 2003.